# Erythrolamprus mossoroensis
Erythrolamprus mossoroensis — вид змій родини полозових (Colubridae). Ендемік Бразилії.

## Поширення і екологія
Erythrolamprus mossoroensis поширені на північному сході Бразилії. Вони живуть в чагарниках каатинги. Ведуть наземний спосіб життя, живляться амфібіями.